# Артур Коннаутский
Принц Артур Коннаутский и Стратернский (англ. Prince Arthur of Connaught and Strathearn, при рождении Артур Фредерик Патрик Альберт (англ. Arthur Frederick Patrick Albert); 13 января 1883[…], Виндзорский замок — 12 сентября 1938[…], Лондон) — член британской королевской семьи и внук королевы Виктории. Являясь британским принцем носил титул «Его Королевское высочество». С 1920 по 1924 год был генерал-губернатором Южно-Африканского Союза.

## Биография
Принц Артур родился 13 января 1883 года в Виндзорском замке. Его родителями были Артур, третий сын королевы Виктории и Альберта Саксен-Кобург-Готского, и Луиза Маргарита Прусская. Он был крещён в частной часовне Виндзорского замка 16 февраля 1883 года, и его крёстными были: королева Виктория (бабушка по отцовской линии), германская императрица Августа (родственница по отцовской линии), принц Фридрих Леопольд Прусский (родственник по материнской линии), Мария Прусская (тётя по материнской линии), Георг, герцог Кембриджский (двоюродный брат королевы) и Альфред Саксен-Кобург-Готский (дядя по отцовской линии). Артур был первым принцем, окончившим Итонский колледж. В 1913 году кандидатура принца рассматривалась в связи с выборами князя Албании. 

### Армия
После окончания школы Артур поступил в Королевскую военную академию в Сандхерсте, после которой он определён в 7-й Королевский гусарский полк. Во время Англо-бурской войны его полк некоторое время дислоцировался в Крюгерсдорпе. В 1907 году Артур был повышен до звания капитана 2-го Драгунского полка. В 1920 году он стал почётным полковником полка.
Во время Первой мировой войны принц Артур служил адъютантом у генералов Джона Френча и Дугласа Хейга, командующих Британским экспедиционным корпусом во Франции и Бельгии. В 1919 году он был произведён в подполковники, а в 1922 году Артур стал полковником в резерве. В октябре 1922 года принц Артур был выдвинут на почётное звание генерал-майора, а позже помощником-адъютантом своего двоюродного брата, Георга V.
Поскольку дети Георга V были слишком молоды, чтобы проводить публичные мероприятия, Артур присутствовал на официальных церемониях за рубежом.

### Свадьба
15 октября 1913 года принц Артур женился на принцессе Александре, герцогине Файф (17 мая 1891 — 26 февраля 1959) в Королевской часовне Сент-Джеймсского дворца, Лондон. Принцесса Александра была дочерью Александра Даффа, 1-го герцога Файф и принцессы Луизы, дочери короля Эдуарда VII. Таким образом, супруги были двоюродными дядей и племянницей (мать Александры была двоюродной сестрой Артура). Александра носила титул герцогини Файф. После свадьбы Артур и Александра стали носить титул Их Королевские высочества принц и принцесса Артур Коннаутские. У супругов родился один сын:
- Принц Аластер Коннаутский, впоследствии 2-й герцог Коннаутский (9 августа 1914 — 26 апреля 1943)

### Дальнейшая жизнь
В 1918 году Артур был гостем на японском линейном крейсере «Кирисима». Позже занялся благотворительностью, например, выступал в совете директоров Миддлесекского госпиталя.
Принц Артур умер от рака желудка 12 сентября 1938 года. Он был наследником герцогского титула, но не пережил отца. В 1942 году, после смерти деда, единственный сын принца Артура Аластер унаследовал титул герцога Коннаутского, но умер молодым уже в следующем году, и род пресёкся.

## Награды и титулы

### Титулы
- 13 января 1883 — 12 сентября 1938: Его Королевское Высочество Принц Артур Коннаутский

### Награды
- Орден Подвязки (15 июля 1902)
- Орден Чертополоха (14 октября 1913)
- Орден Святого Патрика
- Орден Бани (18 февраля 1915)
- Орден Святого Михаила и Святого Георгия (3 сентября 1918)
- Королевский Викторианский орден (24 мая 1899)
- Орден Святого Иоанна
- Орден Святого Олафа
- Высший орден Хризантемы (20 февраля 1906)[8]